# SN 2001kc
SN 2001kc – supernowa odkryta 12 listopada 2001 roku w galaktyce A075001+1019. W momencie odkrycia miała maksymalną jasność 24,40m.